# Баратинський Іраклій Абрамович
Іраклій Абрамович Баратинський (нар. 12 (24) лютого 1802, Вяжля Кірсанівский повіт, Тамбовська губернія, Російська імперія — 22 квітня (4 травня) 1859, Санкт-Петербург, Російська імперія) — російський військовий і державний діяч; учасник російсько-турецької війни 1828—1829 років і придушення Польського повстання 1830—1831 років, генерал-лейтенант; Ярославський (1842—1846) і Казанський (1846—1857) губернатор, сенатор.

## Біографія
Іраклій Баратинський народився 12 лютого 1802 року в селі Вяжля Кірсанівського повіту Тамбовської губернії. Походив зі стародавнього польського шляхетського роду Боратинських: син генерал-лейтенанта і сенатора Абрама Андрійовича (1767—1811) і фрейліни Олександри Федорівни, до шлюбу Черепанової (1776—1852), брат поета Євгена Абрамовича, дядько вченого Сергія Олександровича Рачинського. У спадок від батька отримав маєток в Тамбовській губернії з двомастами душами кріпаків.
Освіту здобув в Пажеському корпусі; 31 грудня 1819 року отримав звання прапорщика і призначений в кінно-єгерський Його Величності короля Віртембергського полк, звідки 17 квітня 1824 року в чині поручика, переведений в Курляндський уланський полк, а 1 січня 1827 року призначений ад'ютантом до головнокомандуючого 2-ї армії графа Петра Вітгенштейна.
У наступному році, в чині штабс-ротмістра, Баратинський взяв участь в турецькій війні і відзначився у справах проти турків при селі Болданскоштах і при облозі фортеці Бреїла, що в Румунії; відряджений в авангард під командою генерал-лейтенанта Федора Рідигера, брав участь у справах при Козлуджі і при Енібазарі, за що нагороджений золотою шаблею з написом «За хоробрість». Потім знову перебував при головнокомандуючому 2-ю армією і брав участь 8 липня в наступальних рухах проти фортеці Шумли, причому за відміну переведений в лейб-гвардії уланський полк; далі він відзначився в цілому ряді битв при облозі і взятті фортеці Варна, за що і нагороджений орденом Святої Анни 3-го ступеня з бантом. 7 квітня 1829 року Баратинський призначений ад'ютантом до головнокомандуючого графа Івана Дибича-Забалканського. У кампанії 1829 року перебував при облозі фортеці Сілістрії, потім боровся поблизу Буланьїна і при селі Кулевче, за що нагороджений орденом Святого Володимира 4-го ступеня з бантом. Далі Баратинський взяв участь в битві при Дервільджеволі, за що нагороджений орденом Святої Анни 2-го ступеня. Перейшов з армією Балканські гори і брав участь в занятті Адріанополя, за що нагороджений чином ротмістра.
Під час Польського повстання 1831 року, Баратинський, перебуваючи в корпусі графа Палени, бився при Калушині, при Ваврі, у Каландзіна і на Гроховських полях; за всі ці справи він був нагороджений орденом Святої Анни 2-го ступеня з короною. Потім брав участь у відбитті вилазки з Праги, в русі головної армії до річки Верхону, в справі на річці Марховці, при річці Ісак, в русі армії від Седльці до Мінська, в справі під Мінськом, в русі армії до Остроленка, в битві при Нурі і, нарешті, в генеральній битві при Остроленкою, звідки був відправлений з донесенням в Санкт-Петербург до Государя. За польську кампанію Баратинський був нагороджений в 1832 році польською відзнакою за військову гідність 4-го ступеня.
7 червня 1831 року Баратинський був назначений флігель-ад'ютантом до Його Величності, а 20 липня 1831 року його було відряджено в Вітебськ, для супроводу тіла Цесаревича Костянтина Павловича. Потім він кілька разів (в 1831, 1833, 1834, 1836 1837 і 1839 роках) отримував відрядження в різні губернії для спостереження за діями рекрутських наборів і вибору рекрут в гвардію і неодноразово удостоювався Найвищого благовоління за ревну службу. У 1834 році він супроводжував до кордону Пруссії прусського принца Адальберта. У тому ж році був переведений в лейб-гвардії гусарський полк, нагороджений до річної платні ще 2000 рублів сріблом, і з наступного року вступив у фронт того ж полку. Фронтову службу Баратинський ніс з видатною ретельністю, і протягом менш ніж двох років (1835—1836) йому були 25 разів оголошені Високі благовоління за точне виконання покладених на нього доручень під час Найвищих оглядів і маневрів. 6 грудня 1836 року Баратинський був переведений в полковники у званні флігель-ад'ютанта, а 1 лютого 1838 року відрахований від фронту. У наступному році він мав кілька відряджень для вирішення військово-судних справ, а також з нагоди Височайших оглядів. У тому ж 1839 році отримав відзнаку за бездоганну службу за 15 років і ордена: Святого Володимира 3-го ступеня і Святого Георгія 4-го класу. У 1840 році, перебуваючи на Кавказі, Баратинський брав участь у взятті зайнятих горцями фортів на березі Чорного моря і в декількох рекогностуваннях, за що був нагороджений діамантовим перснем з вензелевим зображенням Государя. 12 липня 1842 року він був відряджений в Ковно, для зустрічі ерцгерцога австрійського Карла-Фердинанда.
30 серпня 1842 отримав звання генерал-майора, з призначенням виконуючим обов'язки ярославського губернатора. За час служби в Ярославлі Баратинський отримав наступні милості: за справне стягнення податей оголошено йому Монарше благовоління 9 лютого 1845 року; 12 липня 1845 року надано одноразову допомогу 4300 рублів; 20 липня 1845 року наказано входити в свиту Його Величності, з залишенням при займаній посаді; 14 січня 1846 року призначено додаткове утримання по 4000 рублів сріблом на рік; 13 березня 1846 року нагороджений орденом Святого Станіслава 1-го ступеня.
14 березня 1846 року призначений казаським губернатором. Близько 12-ти років керував цим краєм і за успішні дії по збору державних доходів і по влаштуванню військ неодноразово удостоювався Найвищого благовоління. Так само за постійну дбайливість про потреби дитячих притулків відомства імператриці Марії Федорівни Баратинський багато разів отримував вдячність від Государині.
У травні 1851 року знищив в місті Казані центр Казанського старообрядництва — церкву в ім'я ікони Пресвятої Богородиці «Усіх скорбящих радість» («Коровинську молену»). Церква була знесена, будівельні матеріали, що залишилися від зламу церкви, були оприбутковані в сумі 682 р. 29 к. сріблом. Старообрядницькі ікони і богослужебні предмети передані Казанській духовній консисторії, яка передала їх Кафедральному собору.

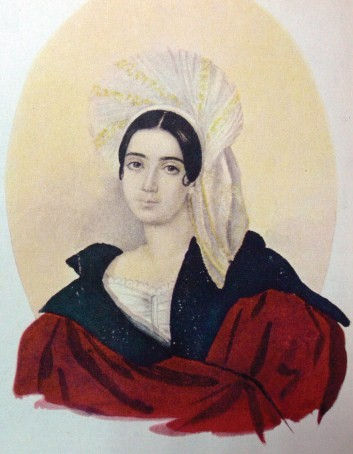
Анна Давидівна Баратинська

Під час перебування у Казані отримав наступні нагороди: 
в 1848 році — відзнаку за бездоганну службу за 20 років;
13 грудня 1849 року — орден Святої Анни 1-го ступеня;
6 грудня 1851 року — орден Святої Анни 1-го ступеня з імператорською короною; 6 грудня 1853 отримав звання генерал-лейтенанти;
22 серпня 1855 року одержав відзнаку за бездоганну службу за 30 років;
31 грудня 1855 року — орден Святого Володимира 2-го ступеня;
7 січня 1857 року надана йому оренда по 1500 рублів в рік на 6 років;
31 грудня 1857 нагороджений орденом Білого Орла і призначений бути присутнім в Сенаті, з залишенням за армійською кавалерією;
з 5 січня 1858 року значився присутнім за I відділенням 5-го департаменту Сенату, а в канікулярний час 1858 року був призначений до прісутності в об'єднаних департаментах Сенату.
Помер І. А. Баратинський 22 квітня (4 травня) 1859 року, перебуваючи на службі. Похований в Воскресенському Новодівочому монастирі в Санкт-Петербурзі; могила втрачена.

## Сім'я
Баратинський відрізнявся живим розумом, люб'язністю і високою освітою. З 1835 року він був одружений з фрейліною княжною Ганною Давидівною Абамелек (1814—1889). Вона в ранній юності почала займатися літературою і переклала французькою «Чернця» Івана Козлова (надрукований в Москві в 1831 році: «Le moine, poeme de Kosloff, traduit en prose»). Її краса і тонкий розум зробили її однією з чудових членів сучасних літературних гуртків. Їй присвячували вірші Пушкін, Козлов і Вяземський.